# Восточноевропейская женская баскетбольная лига
 Восточноевропейская женская баскетбольная лига  (англ. Eastern European Women`s Basketball League) — женская баскетбольный региональная лига, проводящая ежегодные турниры среди клубов Восточной Европы. Поскольку соревнование распространилось на страны за пределами Восточной Европы, перед сезоном 2018/19 она была переименована в Европейскую женскую баскетбольную лигу (EWBL).

## Формат турнира
Турнир проводится в два этапа
1) регулярный сезон — команды играют между собой по круговой системе;
2) финал четырёх (восьми) — проводится на площадке одного из клубов по системе плей-офф.

## Призёры

### Финальный этап
Традиционно призёры турнира определяются во время финального этапа в одном из городов Европы с участием лучших команд регулярного чемпионата. В первом сезоне 2015/2016 был проведён Суперфинал с участием восьми команд, в последующих проводился Финал четырёх.

### Сезон 2019/2020
Из-за пандемии COVID-19 сезон был остановлен досрочно. Лига отказалась от подведения официальной таблицы итогов. На кубке, вместо традиционного победителя Финала четырёх, были выгравированы названия четырёх клубов, лидировавших в регулярном чемпионате на момент остановки: Жабины Брно, Цмоки-Минск, новосибирского Динамо и Пьештянске Чайки.

### Таблица
| Сезон     | Финальный этап                                                                                                   | Финал | Финал | Финал | Матч за 3-е место                                                                                                | Матч за 3-е место                                                                                                | Матч за 3-е место                                                                                                |
| Сезон     | Финальный этап                                                                                                   | Победитель | Счёт | Финалист | Бронзовый призёр                                                                                                 | Счёт | 4-е место |
| --------- | --- | --- | --- | --- | --- | --- | --- |
| 2015/2016 | Рига | ТТТ Рига | 81 : 67 | Баскет 90 Гдыня                                                                                                  | Астана Тайгерс                                                                                                   | 58 : 54 | Цмоки-Минск |
| 2016/2017 | Кошице | Гуд Энджелс | 67 : 44 | ТТТ Рига | Динамо Москва | 88 : 69 | Баскет Гдыня |
| 2017/2018 | Рига | Гуд Энджелс | 74 : 71 | ТТТ Рига | Динамо Москва | 76 : 62 | Удоминате Баскет                                                                                                 |
| 2018/2019 | Ростов-на-Дону                                                                                                   | ТТТ Рига | 73 : 63 | Цмоки-Минск | Ростов-Дон-ЮФУ                                                                                                   | 74 : 65 | Жабины Брно |
| 2019/2020 | Из-за пандемии COVID-19 сезон был остановлен досрочно. Лига отказалась от подведения официальной таблицы итогов. | Из-за пандемии COVID-19 сезон был остановлен досрочно. Лига отказалась от подведения официальной таблицы итогов. | Из-за пандемии COVID-19 сезон был остановлен досрочно. Лига отказалась от подведения официальной таблицы итогов. | Из-за пандемии COVID-19 сезон был остановлен досрочно. Лига отказалась от подведения официальной таблицы итогов. | Из-за пандемии COVID-19 сезон был остановлен досрочно. Лига отказалась от подведения официальной таблицы итогов. | Из-за пандемии COVID-19 сезон был остановлен досрочно. Лига отказалась от подведения официальной таблицы итогов. | Из-за пандемии COVID-19 сезон был остановлен досрочно. Лига отказалась от подведения официальной таблицы итогов. |
| 2020/2021 | Молодечно | Горизонт | 70 : 60 | Ника Сыктывкар                                                                                                   | ТТТ Рига Прометей                                                                                                | не проводился | |
| 2021/2022 | Пьештяни | Жабины Брно | 57 : 51 | Пьештяни Чайки                                                                                                   | Кибиркштис-МРУ                                                                                                   | 87 : 69 | Острава |
| 2022/2023 | Варшава | Хомутов | 77 : 73 | Нептунас | Полония | 100 : 53 | Франковск-Прикарпатье                                                                                            |

### По клубам
| Команды          | Чемпион        | 2-е место      | 3-е место      | 4-е место |
| ---------------- | -------------- | -------------- | -------------- | --------- |
| Гуд Энджелс      | 2 (2017, 2018) | —              | —              | —         |
| ТТТ Рига         | 2 (2016, 2019) | 2 (2017, 2018) | 1 (2021)       | —         |
| Горизонт         | 1 (2021)       | —              | —              | —         |
| Динамо Москва    | —              | —              | 2 (2017, 2018) |           |
| Баскет Гдыня     | —              | 1 (2016)       | —              | 1 (2017)  |
| Ника Сыктывкар   | —              | 1 (2021)       | —              |           |
| Астана Тайгерс   | —              | —              | 1 (2016)       |           |
| Цмоки-Минск      | —              | 1 (2019)       | —              | 1 (2016)  |
| Прометей         | —              | —              | 1 (2021)       | —         |
| Удоминате Баскет | —              | —              | —              | 1 (2018)  |